# Roques de Caldat

Les Roques de Caldat, respecte del terme de Granera

Les roques de Caldat és un indret del terme municipal de Granera, a la comarca del Moianès.
Estan situades en el sector central-nord-oest del terme municipal, bastant a prop del Barri de l'Església, al costat nord del camí de Monistrol de Calders a Granera a llevant de la masia del Coll. És en el vessant meridional de la carena de Caldat, al sud-est de les Vinyes.